# ゴーストキャッスル (メダルゲーム)
ゴーストキャッスルは、タイトーが2006年に発表したプッシャータイプのメダルゲーム。「メダリズム」シリーズ第2弾。

## ゲーム内容
主人公であるメイドをプレイヤーが操作して、5体のゴーストに支配された城を探検する。すべてのゴーストを追放すればジャックポットとなる。

## 登場キャラクター
メイド
本作のヒロインで、プレイヤーを「ご主人様」と呼ぶ。ジャックポットの後は、メイドとじゃれあう光景を見られる（ただし、200枚ゲットしていないと3種類のスペシャルCGのうち一つを見ることができない）。

### 城の住人
城の住人で、ゴーストたちの被害を受けている。王様と占い師以外救出すると、メダル5枚ゲットできる。1度助けた住人にしばらくしてからまた出会うと、ミニゲームで遊ぶことができる。
王様
ゴーストに呪われているが、5体ゴーストを追放すれば元に戻る。心の広い性格。女好きゆえ、彼以外の住人は全員女性。
医者
ツインテールの医者。眼鏡をかけている。
科学者
眼鏡をかけた科学者。
騎士
緑色の鎧を身にまとっている。
衛兵
赤い服を着た衛兵。臆病者。
調理師
男口調で話す赤髪の調理師。
世話係
世話係。
お姫様
ツンデレ。白いドレスを身にまとっている。
道化師
ピエロで、軽快な口調で話す。
占い師
秘密のカギを見つけると入れる。鍵がかかっているため、難を逃れている。

### ゴーストたち
この事件の首謀者。レーダーとサーチライトを使えば彼らの居場所を特定できる。
赤ゴースト
親玉。タバコを吸っている。
黄色ゴースト
学者気取り。
緑ゴースト。
食いしん坊なゴースト。
青ゴースト
ミュージシャンゴースト。
ピンクゴースト
紅一点。
ネズミ、おおかみ
いずれもメイドを追跡する。

## アイテム
このゲームを進めていくと、いろいろなアイテムが手に入る。ただし特定のゲームで自動的に利用され、1度利用すると失う。
宝の袋
通路に落ちていて、その場所に止まると、メダルを獲得できる。
魔法の武器
丸い緑色の球体。ゴーストの弱点。バトルゲームで使用でき、ノルマを5枚減らした状態でゲームが開始される。
ローラースケート
羽根つきのローラースケート。エスケープゲームで使用でき、ノルマを5枚減らした状態でゲームが開始される。
トラップ
バクダンであり、ライフが1つ減ってしまう。ライフが残っている場合は特にペナルティーはないため、ハズレ扱いになる。
財宝
メダルが払い出される。王冠型の財宝はボーナス表示分のメダルが払い出される（獲得後、ボーナスはリセットされる）。
レーダー
ゴースト探査用レーダー。
サーチライト
懐中電灯。レーダーと併用して使用すると効果大。

## ゲーム
メダルを入れて探検すると、いろいろなゲームができる。

### 探検中にできるゲーム
バトルゲーム
ゴーストと戦う。メダルを時間以内に規定枚数をチャッカーに投入する。うまく勝てばゴーストを追放（JPステップアップ）し、メダルが払い出される。
エスケープゲーム
ネズミと狼から逃げる。メダルを時間以内に規定枚数をチャッカーに投入する。うまく逃げ切れれば追放し、メダルが払い出される。失敗するとゴーストが侵入することがある（JPステップダウン）。ローラースケートを履くとスピードアップとなり、5枚猶予される。
ライフアップゲーム
ライフが0になると発生。メイドがシャワーを浴びる。時間以内にメダルを3枚チェッカーに投入する。成功すると全快するが、失敗するとゲームオーバー（JPステップ、ボーナスなど全ての要素がリセットされ、最初からやり直しになる）。
ゴーストブロックゲーム
王様がゴーストを侵入させようとしている。時間以内にメイドを王様のところまで誘導し、成功するとメイドがゴーストを追い出し、メダルを5枚ゲットできるが、失敗するとゴーストが侵入してしまう（JPステップダウン）。

### ミニゲーム
スロットゲーム
時間内にメダルを投入を投入することに0.1回（スロットを回すには1.0回まで上げる必要がある）、チャッカーに入ると1回スロットが回され、3つ絵柄が揃うとメダルやアイテムを獲得できる。
時間切れ後でも、保留されているスロットは最後まで回される。
ゲットダウンゲーム
何冊も積み上がった本の上に、アイテムやメダルが乗っかっている。チャッカー別に数値が記載されており、チャッカーにメダルが入ると、その列の数値を1.0ずつ減らし（本が一冊減る）、アイテムを下に落とす（0.0にする）と獲得できる。
また、メダルを投入すると、ランダムの場所で0.1ずつ数値を減らすことができる。ゲームをより快適に進めるには、先にアイテムの列から本を減らしていくと有利になる。
シャッフルゲーム
3枚のカードがシャッフルされ、メダルをチャッカーに入れ、入れた場所のカードをめくる。絵柄によってアイテムが獲得できたり、メダルを獲得できる。
また、カード選択時、メダルを投入する度にカードが透けて、絵柄が見やすくなる。ただし、カードのシャッフル中も残り時間は停止せず、シャッフル中にタイムアップする場合がある。
キャッチゲーム
箱を開けてアイテムを手に入れる。メダルをたくさん入れれば入れるほど、有利となる。

### ジャックポット
すべてのゴーストを追い出すと、メダル100枚獲得のジャックポットになる。さらにジャックポットゲーム、アップチャンスで獲得枚数を増やすことができ、最高獲得枚数は600枚になる。
ジャックポットゲーム
メイドが宝を次々と積み込む。時間内にチャッカーにメダルが入ると、獲得枚数が10枚加算され、最高100枚まで獲得できる。
アップチャンス
画面上部のルーレットで抽選が行われる。ジャックポットとジャックポットゲームで獲得した枚数から、さらに1～3倍獲得枚数が増えることがある。

## 備考
- ゲームの進み具合によって、ミニゲームなどで獲得できる枚数が変動したり、ミニゲームのタイムが大幅に変わることがある。また、残りゴーストが少ないときに、王様が頻繁にゴーストを侵入させやすくなることがあり、プレイを困難にさせることもあるので、王様の動きを見つつ、ゲームを進める必要がある。